# Luis Mario Cabrera Molina
Luis Mario Cabrera Molina va ser un futbolista de les dècades dels 70 i 80, conegut pel malnom de Negro Cabrera. Va nàixer a La Rioja (Argentina) el 9 de juliol de 1956. Va començar la seva carrera al seu país amb el CA Huracán per passar després a la lliga espanyola, on jugà a la Primera divisió per al CE Castelló, Atlètic de Madrid i Cadis CF.

## Trajectòria
Mario Cabrera va formar-se en l'Huracán, debutant al primer equip en uns dels moments més dolços de la història del club. Campions al Torneo Metropolitano de 1973, ja amb Cabrera foren segons en 1975 i 1976.
De cara a la temporada 1978/79 es va incorporar tardanament a la plantilla del Castelló, el qual jugava a la Segona divisió. Després d'uns mesos d'aclimatació, Mario Cabrera va mantindre un encert golejador molt destacat al llarg d'una temporada i mitja. La delicada situació econòmica del club, amb un deute superior al pressupost, afovorí la marxa de Cabrera. Abans d'acabar la temporada, es va tancar el seu traspàs a l'Atlètico de Madrid. L'operació es complicà pels resultats mèdics del jugador argentí, però finalment quedà fixat en poc més de 20 milions de ptes (180.000 €) i un partit en la pretemporada següent.
Al club madrileny va romandre sis campanyes, les primeres eclipsat per la figura d'Hugo Sánchez. Malgrat això, en els dos darrers anys a Madrid Cabrera va guanyar-se la titularitat en un equip que guanyà una Copa del Rei, una Supercopa d'Espanya i va perdre la final de la Recopa front al Dinamo de Kíev. Després fitxà pel Càdis, on també va viure els millors moments del club andalús. Formant parella d'atac amb Mágico González, el Càdis va arribar al lloc 12è de la Primera divisió la temporada 1987/88.
Abans de deixar el futbol, Cabrera va tornar al Castelló en 1988. En els seus dos anys de contracte va ser protagonista de l'ascens a Primera divisió i la permanència aconseguits pel club albinegre.

## Palmarès
- 1 Copa del Rei: 1984/85 amb l'Atlètic de Madrid.
- 1 Supercopa d'Espanya: 1985 amb l'Atlètic de Madrid.

### Altres mèrits
- 2 cops segon al Torneo Metropolitano: 1975 i 1976 amb el CA Huracán.
- 1 cop finalista de la Recopa: 1985/86 amb l'Atlètic de Madrid.
- 1 campionat de Segona divisió i ascens: 1988/89 amb el CE Castelló.